# Ulrich von der Trenck
Albert Ulrich Freiherr von der Trenck (* 30. September 1883 in Greiz; † 28. September 1958 in Dresden) war ein deutscher Schauspieler.

## Leben
Der Sohn eines Pfarrers fiel bereits in der Schule bei Theateraufführungen auf, besuchte aber nach dem Abitur erst die Universitäten in Leipzig und Grenoble, um dort Germanistik, neuere Fremdsprachen und Philosophie zu studieren. Als er in Leipzig am Neuen Theater das Angebot bekam, als Schauspieler zu arbeiten, brach er seine bereits begonnene Doktorarbeit ab und begann unter dem Bühnennamen Adalbert Ulrici seine Tätigkeit am Theater, die ihn von hier zunächst 1906/1907 an das Herzogliche Hoftheater nach Meiningen führte. 1909 wechselte Ulrich von der Trenck an das Stadttheater Konstanz, wo er auch erste Regieaufgaben übernahm. Danach folgten Engagements in Detmold, im Deutschen Schauspielhaus Berlin sowie als Oberspielleiter in Bremerhaven und in Dresden.
Im September 1919 bekam er ein Engagement am Badischen Landestheater. Hier verkörperte er sowohl klassische Charaktere wie den Riccaut in Lessings Minna von Barnhelm als auch zeitgenössische Figuren wie den Michael Kramer von Gerhart Hauptmann. 1924 wurde er Staatsschauspieler und inszenierte neben Klassikern, wie Shakespeares Othello, ab 1927 auch die Uraufführungen verschiedener eigener Stücke, womit er bereits in Dresden am Alberttheater mit seinem Stück Christinchens Märchenbuch (Uraufführung Weihnachten 1918) begonnen hatte. Von 1931 an war er Spielleiter am Badischen Landestheater, wo er sich 1941 mit seiner Lieblingsrolle als Mephisto in Goethes Faust verabschiedete. In der Zeit des Nationalsozialismus wurde er für den Gau Baden zum Landesleiter der Reichskulturkammer ernannt und war zuständig für die Theater in Baden-Baden, Freiburg, Heidelberg, Karlsruhe, Kaiserslautern, Konstanz, Ludwigshafen, Mannheim, Pforzheim, Saarbrücken und Singen. 1942 inszenierte er auf der Waldbühne Oybin das Lustspiel Der Widerspenstigen Zähmung.
Später gab er privaten Schauspielunterricht und ging an das Stadttheater nach Zittau und dann 1947 zum Staatstheater nach Dresden, wo er bis zu seinem Tod auch lebte.
Ulrich von der Trenck war in erster Ehe verheiratet mit Ida Wiesmann († 15. Januar 1933) und in zweiter Ehe mit Rosa Schmidt (1899–1998), Tochter eines Pfarrers an der Auferstehungskirche Dresden-Plauen, später an der Kirche Leubnitz-Neuostra tätig. Er hatte drei Kinder, aus erster Ehe zwei Kinder. Der zweiten Ehe entstammt ein Sohn, Eckart von der Trenck, der ebenfalls Schauspieler, u. a. am Deutschen Nationaltheater Weimar, und Filmdarsteller ist.

## Filmografie
- 1952: Das verurteilte Dorf
- 1954: Hexen
- 1954: Leuchtfeuer
- 1954: Carola Lamberti – Eine vom Zirkus
- 1955: Der Ochse von Kulm
- 1956: Thomas Müntzer – Ein Film deutscher Geschichte

## Synchronrollen (Auswahl)
- 1957: František Kreuzmann als Tiem, päpstlicher Gesandter in Jan Hus

## Theater
- 1947: William Shakespeare: Ein Sommernachtstraum – Regie: Hans Müller (Stadttheater Zittau)
- 1953: Vasek Kana: Heilige ohne Heiligenschein – Regie: Guido Reif (Staatstheater Dresden)
- 1955: Friedrich Schiller: Wallenstein – Regie: Hannes Fischer (Staatstheater Dresden)

## Hörspiele
- 1951: Friedrich Schiller: Kabale und Liebe (Kammerdiener) – Regie: Martin Hellberg (Hörspiel – MDR)

## Eigene Stücke
- Christinchens Märchenbuch. Ein Weihnachtsmärchen für Kleine und Große. Dresden, Weihnachten 1918. Druckerei und Verlag Albert Hille, Dresden 1919.

## Auszeichnungen
- 1924: Staatsschauspieler